# FK KOM Podgorica
Der FK KOM ist ein Fußballverein aus Zlatica, einem nördlichen Stadtteil der montenegrinischen Hauptstadt Podgorica. Er ist neben dem OFK Bar der einzige Verein, der seit der montenegrinischen Unabhängigkeit 2006 sowohl in der Ersten, Zweiten als auch Dritten Fußballliga Montenegros spielte. Aktuell ist der FK KOM in der zweitklassigen Druga Crnogorska Liga vertreten, in welcher er die Saison 2013/14 auf dem sechsten Tabellenplatz abschloss.

## Geschichte
Bis zur Gründung der Prva Crnogorska Liga im Jahr 2006 war der FK KOM zumeist in eher niedrigeren Spielklassen Jugoslawiens beziehungsweise Serbien und Montenegros anzutreffen. Da man allerdings die Saison 2005/06, die für die zukünftige Ligazugehörigkeit im montenegrinischen System entscheidend war, als einer der besten 12 Vereine aus der ehemaligen SR Montenegro abschloss, qualifizierte man sich direkt für die erste Saison der Prva Crnogorska Liga, welche auf dem siebten Tabellenplatz abgeschlossen wurde. Die beiden Jahre darauf konnte der Abstieg stets knapp vermieden werden, die Saison 2009/10 allerdings beendete der Verein aus Zlatica abgeschlagen auf dem letzten Tabellenplatz und hatte somit erstmals den Gang in die Druga Crnogorska Liga anzutreten. Nachdem man in der ersten Zweitligasaison noch einen relativ guten Tabellenplatz im Mittelfeld erreicht hatte, stieg der FK KOM 2011/12 als Vorletzter in die dreigleisige Regionalliga ab, wo man aber schon in der Folgesaison als Meister der Treća Liga Zentral neben dem FK Cetinje den Aufstieg feiern durfte. Seit 2013/14 tritt der Verein aus Podgorica somit wieder in der Druga Crnogorska Liga an.

## Saisonergebnisse ab 2006
| Saison  | Liga                  | Platz |
| ------- | --------------------- | ----- |
| 2006/07 | Prva Crnogorska Liga  | 7     |
| 2007/08 | Prva Crnogorska Liga  | 9     |
| 2008/09 | Prva Crnogorska Liga  | 8     |
| 2009/10 | Prva Crnogorska Liga  | 12 ▼  |
| 2010/11 | Druga Crnogorska Liga | 6     |
| 2011/12 | Druga Crnogorska Liga | 11 ▼  |
| 2012/13 | Treća Crnogorska Liga | 1 ▲   |
| 2013/14 | Druga Crnogorska Liga | 6     |
| 2014/15 | Druga Crnogorska Liga | 6     |

## Erfolge
- Gründungsmitglied der Prva Crnogorska Liga
- Meister der Treća Crnogorska Liga Zentral 2012/13